# Glycyphana malayensis
Glycyphana malayensis är en skalbaggsart som beskrevs av Guérin-Méneville 1840. Glycyphana malayensis ingår i släktet Glycyphana och familjen Cetoniidae. Utöver nominatformen finns också underarten G. m. ornata.